# New Haven megye
New Haven megye Connecticut állam egyik megyéje az Amerikai Egyesült Államokban; székhelye New Haven. Lakosainak száma 864 835 fő (2020. április 1.). New Haven megye Hartford, Litchfield, Fairfield, Middlesex és Suffolk megyékkel határos.

## Népesség
A megye népességének változása:
| Lakosok száma | 863 380 | 863 761 | 863 604 | 862 287 | 859 470 | 864 835 |
|               | 2010    | 2011    | 2012    | 2013    | 2015    | 2020    |

## Városok

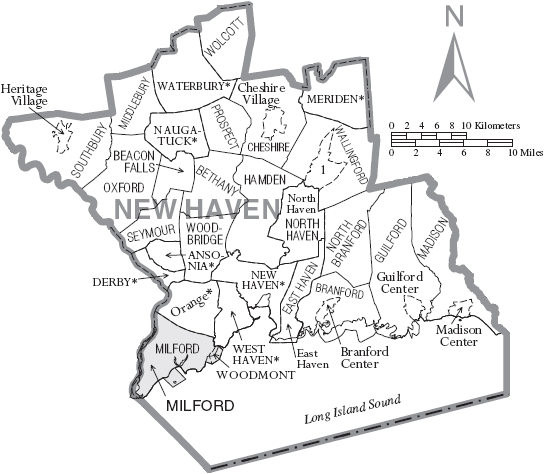
New Haven megye térképe

Ansonia, Beacon Falls, Bethany, Branford, Cheshire, Derby, East Haven, Guilford, Hamden, Madison, Meriden, Middlebury, Milford, Naugatuck, New Haven, North Branford, North Haven, Orange, Oxford, Prospect, Seymour, Southbury, Wallingford, Waterbury, West Haven, Wolcott, Woodbridge.